# Stora Fjästjärnen
Stora Fjästjärnen är en sjö i Gagnefs kommun i Dalarna och ingår i Dalälvens huvudavrinningsområde. Sjön har en area på 0,171 kvadratkilometer och ligger 358,4 meter över havet. Sjön avvattnas av vattendraget Fjästjärnbäcken.

## Delavrinningsområde
Stora Fjästjärnen ingår i det delavrinningsområde (669947-145787) som SMHI kallar för Utloppet av Stora Fjästjärnen. Medelhöjden är 373 meter över havet och ytan är 2,14 kvadratkilometer. Det finns inga avrinningsområden uppströms utan avrinningsområdet är högsta punkten. Fjästjärnbäcken som avvattnar avrinningsområdet har biflödesordning 4, vilket innebär att vattnet flödar genom totalt 4 vattendrag innan det når havet efter 267 kilometer. Avrinningsområdet består mestadels av skog (47 procent) och sankmarker (14 procent). Avrinningsområdet har 0,13 kvadratkilometer vattenytor vilket ger det en sjöprocent på 6 procent.